# Sophie Dee
Sophie Dee (ur. 17 stycznia 1984 w Llanelli) – brytyjska aktorka i reżyserka filmów pornograficznych. Występowała także jako Sophie D, Sophie, Mary Beth i Kirsty Hill.

## Życiorys

### Wczesne lata
Sophie Dee urodziła się w Llanelli w Południowej Walii. Wychowywała się w Carmarthen, gdzie mieszkała z ojcem, macochą i bratem. Początkowo uczęszczała do szkoły w Walii i przeniosła się na jakiś czas do Anglii, ale później powróciła do Walii, aby ukończyć szkołę średnią. Po ukończeniu szkoły imała się różnych zajęć, takich jak praca w kawiarni czy sprzedawanie produktów "od drzwi do drzwi". Później została tancerką erotyczną w klubach striptizerskich w Birmingham, a także zaproponowano jej pracę modelki topless w brytyjskim czasopiśmie „The Daily Sport”.

### Kariera
W styczniu 2005 roku Dee przeprowadziła się do Kalifornii i rozpoczęła karierę w filmach dla dorosłych. Wystąpiła potem w ponad 560. filmach, w tym Dirty Birds (2005) ze Steve’em Holmesem, Spring Chickens 13 (2005) z Brianem Surewoodem, Storm Squirters 3 (2007) z Jayem Lassiterem, Tunnel Butts 2 (2009) z J.P.X., Tits To Die For 1 (2010) z Davidem Perrym, Texass Tales (2010) z Krisem Slaterem, Ass Masterpiece 7 (2011) z Johnnym Castle’em, Follow Me 1 (2012) z Nacho Vidalem, She's Gonna Squirt 3 (2013) z Manuelem Ferrarą.
Oprócz pornograficznej kariery Dee zagrała także w filmach niezależnych, w tym Unmimely Demise (2011), Theatre of the Deranged (2012), The Hungover Games (2014), A Haunted House 2 (2014) i Message from the King (2016) u boku Luke’a Evansa i Chadwicka Bosemana, a także filmie dokumentalnym Jensa Hoffmanna 9 to 5: Days in Porn (2008).
Dee przeszła operację powiększania piersi i zmieniła miseczkę C na DD, osiągając rozmiar biustu 34DD-26-38. W marcu 2009 roku ponownie powiększyła piersi do rozmiaru 36F (odpowiednik 36DDD). 
W 2011 roku uruchomiła witrynę ToplessMovieReviews.com, w którym zamieszczane były recenzje filmów.

## Życie prywatne
W 2003 poznała czarnoskórego aktora pornograficznego i agenta Lee Banga, za którego wyszła za mąż w 2010 roku. Razem zagrali w filmach: Not Too Young For Cum 4 (2006), Interracial Coxxx and Soxxx 7 (2006), Black Cock Addiction 1 (2006), 1 Lucky Fuck 2 (2006), We Suck 3 (2010) i Wife Switch 16 (2012). Jednak w 2013 doszło do rozwodu. Sama określa się jako osoba biseksualna. Jest leworęczna.

## Nagrody
| Rok  | Nagroda       | Kategoria                         | Film                       | Inni wykonawcy                |
| ---- | ------------- | --------------------------------- | -------------------------- | ----------------------------- |
| 2011 | Urban X Award | Internetowa gwiazda roku          | –                          | –                             |
| 2011 | Urban X Award | Najlepsza scena seksu triolizmu   | Sophie Dee's 3 Ways (2010) | Gianna Michaels i Justin Long |
| 2020 | Urban X Award | Sala sławy Urban X Hall of Fame   | –                          | –                             |
| 2025 | AVN Award     | Sala sławy AVN Award Hall of Fame | –                          | –                             |